# Хлібороб (Казахстан)
Хліборо́б (каз. Хлебороб) — село у складі району Магжана Жумабаєва Північноказахстанської області Казахстану. Входить до складу Аккайинського сільського округу.
Населення — 198 осіб (2021; 241 у 2009, 251 у 1999, 336 у 1989).
Національний склад станом на 1989 рік:
- німці — 71 %.